# Winthemia
Winthemia är ett släkte av tvåvingar. Winthemia ingår i familjen parasitflugor.

## Dottertaxa tillWinthemia, i alfabetisk ordning[1][2]
- Winthemia abdominalis
- Winthemia alabamae
- Winthemia amplipilosa
- Winthemia analis
- Winthemia analiselia
- Winthemia andersoni
- Winthemia angusta
- Winthemia antennalis
- Winthemia aurea
- Winthemia aureonigra
- Winthemia aurifrons
- Winthemia aurulenta
- Winthemia australis
- Winthemia authentica
- Winthemia bicrucis
- Winthemia bohemani
- Winthemia borealis
- Winthemia brasiliensis
- Winthemia brevicornis
- Winthemia brevipennis
- Winthemia caledoniae
- Winthemia candida
- Winthemia carocalae
- Winthemia cecropia
- Winthemia ciligera
- Winthemia cinerea
- Winthemia citheroniae
- Winthemia claripilosa
- Winthemia communis
- Winthemia conformis
- Winthemia consobrina
- Winthemia cruentata
- Winthemia cuyana
- Winthemia cylindrica
- Winthemia dasyops
- Winthemia datanae
- Winthemia deilephilae
- Winthemia dimidiata
- Winthemia diversoides
- Winthemia dubiosa
- Winthemia duplicata
- Winthemia elegans
- Winthemia erythropyga
- Winthemia erythrura
- Winthemia fasciculata
- Winthemia flavescens
- Winthemia floridensis
- Winthemia fulvidapex
- Winthemia fumiferanae
- Winthemia gemilis
- Winthemia geminata
- Winthemia grioti
- Winthemia hokkaidensis
- Winthemia ignicornis
- Winthemia ignobilis
- Winthemia ikezakii
- Winthemia imitator
- Winthemia infesta
- Winthemia intermedia
- Winthemia interstincta
- Winthemia intonsa
- Winthemia jacentkovskyi
- Winthemia javana
- Winthemia lateralis
- Winthemia latimana
- Winthemia leucanae
- Winthemia madecassa
- Winthemia mallochi
- Winthemia manducae
- Winthemia marginalis
- Winthemia masicerana
- Winthemia mediocris
- Winthemia militaris
- Winthemia mima
- Winthemia miyatakei
- Winthemia montana
- Winthemia neowinthemioides
- Winthemia nigripalpis
- Winthemia nitida
- Winthemia novaguinea
- Winthemia obscurata
- Winthemia obscurella
- Winthemia occidentis
- Winthemia okefenokeensis
- Winthemia ostensackenii
- Winthemia pacifica
- Winthemia palpalis
- Winthemia pandurata
- Winthemia papuana
- Winthemia paraguayensis
- Winthemia patagonica
- Winthemia peruviana
- Winthemia picea
- Winthemia pilosa
- Winthemia pinguioides
- Winthemia pinguis
- Winthemia polita
- Winthemia pollinosa
- Winthemia proclinata
- Winthemia pruinosa
- Winthemia pyrrhopyga
- Winthemia quadrata
- Winthemia quadripustulata
- Winthemia queenslandica
- Winthemia reinhardi
- Winthemia reliqua
- Winthemia remittens
- Winthemia rifiventris
- Winthemia roblesi
- Winthemia rubra
- Winthemia rubricornis
- Winthemia ruficornis
- Winthemia ruficrura
- Winthemia rufilatera
- Winthemia rufonotata
- Winthemia rufopicta
- Winthemia sexualis
- Winthemia singularis
- Winthemia sinuata
- Winthemia solomonica
- Winthemia sororcula
- Winthemia speciosa
- Winthemia sponsa
- Winthemia subpicera
- Winthemia sumatrana
- Winthemia terrosa
- Winthemia tessellata
- Winthemia testacea
- Winthemia texana
- Winthemia trichopareia
- Winthemia tricolor
- Winthemia trinitatis
- Winthemia variegata
- Winthemia venusta
- Winthemia venustoides
- Winthemia verticillata
- Winthemia vesiculata
- Winthemia viarum
- Winthemia vinulae
- Winthemia xanthocera